# Parafia Najświętszego Serca Pana Jezusa w Ułan Ude
Parafia Najświętszego Serca Pana Jezusa w Ułan Ude – rzymskokatolicka parafia znajdująca się w Ułan Ude, w diecezji Świętego Józefa w Irkucku, w dekanacie irkuckim, w Rosji. Obejmuje całą Buriację.

## Historia
Pierwszymi katolikami w Wierchnieudińsku, jak ówcześnie nazywało się miasto, byli Polacy. Kościół został poświęcony w 1907. Po rewolucji październikowej świątynia została rozgrabiona, zamknięta i zniszczona. Księdza i parafian represjonowano.
Parafia odrodziła się po upadku ZSRS. Oficjalnej rejestracji dokonano 31 sierpnia 1999. W 2003 wybudowano nowy kościół.